# Championnats du monde d'Ironman 2004
Navigation
Édition précédente Édition suivante
Les championnats du monde d'Ironman 2004 se déroule le 16 octobre 2004 à Kailua-Kona dans l'État d'Hawaï. Ils sont organisés par la World Triathlon Corporation.

## Résultats du championnat du monde

### Hommes
| Pos.     | Temps           | Nom                | Pays           | Détail temps | Détail temps | Détail temps    | Détail temps | Détail temps    |
| Pos.     | Temps           | Nom                | Pays           | Natation     | T1           | Cyclisme        | T2           | Course à pied   |
| -------- | --------------- | ------------------ | -------------- | ------------ | ------------ | --------------- | ------------ | --------------- |
|          | 8 h 33 min 29 s | Normann Stadler    | Allemagne      | 54 min 27 s  | 56 s         | 4 h 37 min 58 s | 2 min 18 s   | 2 h 57 min 53 s |
|          | 8 h 43 min 40 s | Peter Reid         | Canada         | 53 min 12 s  | 27 s         | 5 h 01 min 38 s | 2 min 14 s   | 2 h 46 min 10 s |
|          | 8 h 45 min 14 s | Faris Al-Sultan    | Allemagne      | 50 min 39 s  | 1 min 51 s   | 4 h 55 min 44 s | 2 min 11 s   | 2 h 54 min 51 s |
| 4        | 8 h 48 min 35 s | Alexander Taubert  | Allemagne      | 53 min 24 s  | 1 min 56 s   | 4 h 49 min 45 s | 2 min 55 s   | 3 h 00 min 37 s |
| 5        | 8 h 54 min 26 s | Rutger Beke        | Belgique       | 54 min 35 s  | 1 min 33 s   | 4 h 59 min 57 s | 2 min 28 s   | 2 h 55 min 55 s |
| 6        | 8 h 58 min 45 s | Torbjørn Sindballe | Danemark       | 53 min 07 s  | 1 min 55 s   | 4 h 48 min 51 s | 2 min 21 s   | 3 h 12 min 32 s |
| 7        | 8 h 59 min 25 s | Cameron Widoff     | États-Unis     | 51 min 31 s  | 1 min 57 s   | 4 h 59 min 36 s | 2 min 15 s   | 3 h 04 min 07 s |
| 8        | 9 h 03 min 11 s | Timo Bracht        | Allemagne      | 54 min 54 s  | 1 min 37 s   | 4 h 58 min 42 s | 2 min 00 s   | 3 h 05 min 59 s |
| 9        | 9 h 04 min 32 s | René Rovera        | France         | 56 min 28 s  | 1 min 40 s   | 5 h 04 min 30 s | 2 min 15 s   | 2 h 59 min 41 s |
| 10       | 9 h 04 min 51 s | Raynard Tissink    | Afrique du Sud | 53 min 18 s  | 2 min 02 s   | 5 h 02 min 45 s | 6 min 01 s   | 3 h 00 min 46 s |
| Source : |                 |                    |                |              |              |                 |              |                 |

### Femmes
| Pos.     | Temps            | Nom                | Pays             | Détail temps    | Détail temps | Détail temps    | Détail temps | Détail temps    |
| Pos.     | Temps            | Nom                | Pays             | Natation        | T1           | Cyclisme        | T2           | Course à pied   |
| -------- | ---------------- | ------------------ | ---------------- | --------------- | ------------ | --------------- | ------------ | --------------- |
|          | 09 h 50 min 04 s | Natascha Badmann   | Suisse           | 1 h 01 min 36 s | 2 min 04 s   | 5 h 31 min 37 s | 3 min 03 s   | 3 h 11 min 45 s |
|          | 09 h 56 min 19 s | Heather Fuhr       | Canada           | 1 h 01 min 18 s | 2 min 00 s   | 5 h 44 min 12 s | 2 min 46 s   | 3 h 06 min 04 s |
|          | 10 h 01 min 56 s | Kate Major         | Australie        | 1 h 01 min 05 s | 2 min 25 s   | 5 h 38 min 51 s | 1 min 58 s   | 3 h 17 min 39 s |
| 4        | 10 h 04 min 16 s | Lisa Bentley       | Canada           | 1 h 01 min 05 s | 30 s         | 5 h 50 min 11 s | 6 min 15 s   | 3 h 06 min 17 s |
| 5        | 10 h 05 min 10 s | Joanna Lawn        | Nouvelle-Zélande | 56 min 37 s     | 1 min 54 s   | 5 h 46 min 09 s | 2 min 47 s   | 3 h 17 min 44 s |
| 6        | 10 h 07 min 06 s | Belinda Granger    | Australie        | 59 min 08 s     | 1 min 58 s   | 5 h 38 min 26 s | 6 min 30 s   | 3 h 21 min 07 s |
| 7        | 10 h 08 min 55 s | Lisbeth Kristensen | Danemark         | 56 min 33 s     | 1 min 55 s   | 5 h 41 min 25 s | 2 min 34 s   | 3 h 26 min 29 s |
| 8        | 10 h 10 min 49 s | Fernanda Keller    | Brésil           | 1 h 01 min 15 s | 1 min 44 s   | 5 h 47 min 40 s | 2 min 07 s   | 3 h 18 min 05 s |
| 9        | 10 h 11 min 02 s | Tina Walter        | Allemagne        | 1 h 05 min 09 s | 2 min 07 s   | 5 h 40 min 59 s | 2 min 11 s   | 3 h 20 min 38 s |
| 10       | 10 h 13 min 46 s | Nicole Leder       | Allemagne        | 1 h 01 min 06 s | 1 min 49 s   | 5 h 59 min 56 s | '2 min 35 s  | 3 h 08 min 21 s |
| Source : |                  |                    |                  |                 |              |                 |              |                 |